# Lacune esplicative
Lacune esplicative (in inglese explanatory gap), è un termine usato dal filosofo statunitense Joseph Levine (n.1952) che, in opposizione al riduzionismo, sosteneva che tra il fisico e l’esperienza cosciente vi sarà sempre una lacuna esplicativa per cui «nessuna spiegazione data interamente in termini fisici potrà mai rendere conto dell’emergere dell’esperienza conscia». 
Il termine compare in un saggio del 1983, nel quale Levine definì il dolore come "segnale delle Fibre C". Egli puntualizzava il fatto che, seppur questo termine fosse fisiologicamente corretto, tale definizione non aiutasse a comprendere la sensazione di dolore.
Le tesi che si contrappongono tra riduzionisti e oppositori fanno capo a due correnti filosofiche di antica tradizione risalente al monismo e all'opposto dualismo riferite in tempi moderni al rapporto tra mente e corpo che si ritrova ad esempio nella filosofia cartesiana.
Le "lacune esplicative" per molto tempo, ad esempio, hanno vessato e intrigato sia filosofi che teorici dell'intelligenza artificiale. Chi sostiene il monismo sostiene che se osserviamo la struttura di un computer moderno il suo funzionamento, simile a quello mentale, può essere completamente spiegato attraverso l'analisi materiale dei suoi circuiti ma, tuttavia, da parte dei dualisti si dubita che gli stessi costituenti elettronici possano mai fondare una presa di coscienza in una macchina "pensante".